# Vyvyan Donnithorne
El venerable Vyvyan Henry Donnithorne, MC, MA (Twickenham, Middlesex, Inglaterra, 8 de enero de 1886 – Hong Kong británico, 12 de diciembre de 1968) fue un misionero anglicano inglés y archidiácono de Szechwan Occidental desde 1936 hasta 1949.

## Biografía
Vyvyan Donnithorne era de ascendencia córnica. Estudió en Christ's Hospital School, Clare College y el colegio teológico de Ridley Hall. Después de servir durante la guerra en el Regimiento Real de Hampshire, fue ordenado en 1919. Fue miembro de la Church Missionary Society de 1920 a 1949, y a partir de 1929 se desempeñó como pastor en la iglesia del Evangelio de Hanchow (Szechwan, China) hasta 1949, antes de ser trasladado a las Islas Canarias (España), allí se desempeñó como capellán hasta 1953. Al jubilarse, se mudó a Hong Kong. Murió en 1968 y fue enterrado en el cementerio de Hong Kong.
Vyvyan Donnithorne fue el padre de Audrey Donnithorne, y una de las figuras clave en el descubrimiento del yacimiento arqueológico ahora conocido como Sanxingdui.